# Never Let Me Down Again
Never Let Me Down Again este o piesă a formației britanice Depeche Mode. Piesa a apărut pe albumul Music for the Masses, în 1987.